# NGC 7206
NGC 7206 é uma galáxia lenticular (S0) localizada na direcção da constelação de Pegasus. Possui uma declinação de +16° 47' 07" e uma ascensão recta de 22 horas, 05 minutos e 40,9 segundos.
A galáxia NGC 7206 foi descoberta em 7 de Agosto de 1864 por Albert Marth.